# Hamza Bey
Hamza Bey est un amiral ottoman d'origine albanaise du XVe siècle.

## Biographie
Lors du siège de Constantinople en 1453, Hamza Bey remplace Suleïman Baltoglu à la tête de la flotte, après que trois galères génoises et un navire de transport byzantin soient parvenus à franchir le blocus ottoman autour de la capitale byzantine le 20 avril. Lors de l'assaut final, il reçoit l'ordre de mettre ses navires en position le long des murailles de Constantinople bordant la mer de Marmara pour que ses marins essaient de prendre pied sur les remparts tandis qu'une autre partie de la flotte doit se mettre en position le long du barrage bloquant la Corne d'Or. Cette action visait à attirer le plus possible de défenseurs dans le sud et l'est de la cité, afin de dégarnir d'autres secteurs plus dangereux, au nord et à l'ouest. Le 29 mai, jour de l'assaut, il ne parvient pas à forcer la défense byzantine et les quelques Ottomans qui parviennent à prendre pied sur les murailles sont facilement repoussés. Mais lorsqu'Hamza aperçoit des signaux ottomans sur certains pans de la muraille constantinopolitaine, il comprend que la défense byzantine a été percée au nord-ouest et renouvelle les assauts contre les remparts maritimes. Partout, la défense byzantine s'effondre et dans certains secteurs, les Turcs ne trouvent plus aucune opposition. Sachant qu'en cas de capture ils seront tous exécutés, seuls les hommes d'Orkhan qui combattaient du côté byzantin, et les mercenaires catalans tentent encore de résister avant d'être tués. Bientôt, la plupart des équipages se mettent à piller la ville, ce qui laisse le temps à plusieurs galères génoises et à quelques dromons de s'enfuir du port de Constantinople (les dromons parviennent à Monemvasia dans le despotat de Mistra, état byzantin qui subsiste jusqu'en 1460). Hamza Bey réussit à réunir une partie de la flotte ottomane et à pénétrer dans la Corne d'Or où il prend d'assaut les quelques navires grecs encore présents.
Il reste Capitan Pacha (chef de la flotte ottomane) jusqu'en 1456.
Accompagné de son chambellan constantinopolitain, le phanariote Thomas Katavolinos, Hamza Bey est envoyé en 1461 en Valachie, en ambassadeur auprès du voïvode valaque Vlad Basarab dit Dracula, officiellement pour négocier un traité de vassalité entre Vlad et le Sultan, mais en fait avec la mission secrète de capturer et d'amener Vlad à Constantinople pour y être exécuté (selon une autre version, Vlad devait être empoisonné). Mais Vlad déjoue le complot et se venge en empalant Hamza Bey et Thomas Katavolinos, nonobstant leur immunité d'ambassadeurs, ce qui lui vaut le surnom d'« Empaleur » (Ţepeş en roumain) et choque toutes les cours d'Europe (même à l'époque, empaler un ambassadeur ne se faisait pas) ce qui vaudra au prince valaque sa sinistre réputation.

## Sources
- Steven Runciman (trad. Hélène Pignot), La chute de Constantinople, 1453, éditions Tallandier, coll. « Texto », 2007.
- Matei Cazacu, Histoire du prince Dracula, Paris-Genève, Droz, (1988) et Taillandier (2004)  (ISBN 2847341439).
- Raymond McNally & Radu Florescu, A la recherche de Dracula, l'histoire, la légende, le mythe, Paris, Robert Laffont, 1973.